# Oratorio di Sant'Antonio da Padova (Lendinara)
L'oratorio di Sant'Antonio di Padova è un edificio religioso ubicato a sud di Lendinara, comune in provincia di Rovigo, al di fuori del nucleo urbano, nella piccola borgata denominata Lama sulla direttiva che la collega a San Bellino.

## Storia
L'edificio sorge per iniziativa di Alessandro Bazzan, che lo costruisce come oratorio privato nel fondo di sua proprietà in località via Valli, e che rimane alla famiglia fino all'alienazione del terreno e donato alla Chiesa, reso suffraganeo della parrocchia di San Biagio e affidato alla cura e alla conservazione degli abitanti della zona.
Nel 1975 l'oratorio è interessato da una ristrutturazione ad opera di alcune famiglie del luogo, che lo porta dalle modestissime dimensioni originali (6 per 8 per 5 metri) all'attuale aspetto. Negli anni successivi subisce i danni del tempo che ne compromette progressivamente la tenuta della copertura e la stabilità strutturale, tuttavia nel giugno 2020, 45 anni più tardi, ne viene terminato il restauro che riporta l'edificio alle condizioni di poter essere officiato, restituendo alla comunità uno dei simboli della religiosità popolare della cittadina altopolesana. 

## Descrizione
L'oratorio è un edificio modesto nelle dimensioni, principalmente caratterizzato dalla presenza di due campanilini, entrambi dotati di campana, che si innalzano dai vertici laterali della semplice facciata a capanna, dove sulla parte superiore reca l'iscrizione della dedicazione a Sant'Antonio di Padova.
L'interno, con soffitto con capriate a vista, è arredato con un altarino in cotto che contiene, nella sua nicchia una statua di Sant'Antonio di Padova nella sua iconografia classica, raffigurato come frate francescano che tiene fra le braccia un giglio ed il Gesù bambino.